# Los amores de una rubia
Los amores de una rubia (en checo: Lásky jedné plavovlásky) es una película checoslovaca de 1965 dirigida por Miloš Forman. La película fue nominada para los Globos de Oro y los Premios Óscar en lengua no inglesa. Forma parte de la Nueva Ola Checoslovaca.
Forman basó su historia en un incidente de su pasado y los realizadores crearon una apariencia realista filmando en locaciones de un pequeño pueblo checo con una fábrica de zapatos, utilizando un elenco en gran parte no profesional, apoyándose en una cantidad considerable de improvisación de diálogos y empleando técnicas cinematográficas de estilo documental.
Tras su estreno, Los amores de una rubia fue popular en su país de origen y se proyectó en algunos de los principales festivales de cine, donde obtuvo varias nominaciones y premios. La respuesta de la crítica fue en gran medida positiva, aunque algunos críticos fueron menos entusiastas que otros. La película ahora se considera uno de los ejemplos más significativos de la Nueva Ola Checoslovaca , un movimiento que aprovechó una relajación temporal del control totalitario sobre los artistas creativos para utilizar el cine como un medio para explorar nuevas estrategias narrativas al tiempo que realizaba críticas agudas de las condiciones sociales y políticas detrás de la Cortina de Hierro . 

## Argumento
Andula, una joven de clase trabajadora, vive en una ciudad industrial checa en decadencia, donde las mujeres superan en número a los hombres en una proporción de 16 a 1. Una noche, ella y un amigo que trabaja en una fábrica de zapatos están acostados en la cama en su dormitorio, hablando del anillo que le regaló a Andula su novio Tonda y cotilleando sobre su encuentro coqueto con un guardabosques.
Al darse cuenta de que la disparidad de género está afectando la moral y la productividad, el supervisor de la fábrica contrata a un oficial del ejército para que organice maniobras militares cerca de la ciudad. La fábrica patrocinará un baile en el que los trabajadores podrán encontrar compañía masculina entre los soldados. La expectación es grande en ambos lados: las chicas esperan conocer a hombres jóvenes, mientras que los reclutas, muchos de los cuales son en realidad reservistas de mediana edad, fuera de forma y ya casados, esperan con ansias una noche de seducción.
La noche de la fiesta es una decepción para algunos miembros de ambos grupos; Andula y sus amigos sienten repulsión por los soldados, a quienes llaman "viejos topes", y tres reservistas están tan desconcertados por la situación que cometen varios errores, como enviar una botella de vino a la mesa equivocada y dejar caer un anillo de bodas que uno de ellos está tratando de esconder, solo para verlo rodar por el suelo y caer a los pies de las mujeres que habían recibido la botella. Para estas personas, la fiesta es un fracaso, ya que las chicas se retiran al baño para idear una forma de escapar de sus perseguidores y los reservistas discuten entre sí sobre los gastos y especulan sobre la necesidad de ir al bosque para tener sexo. Para otros, sin embargo, el baile es un éxito.
Andula entabla una relación con Milda, la pianista de la banda que pone música. Él le lee la palma de la mano y le enseña cómo rechazar los avances no deseados con una patada en la espinilla. Después de la fiesta, ella tiene sexo con Milda.
Aunque Andula no sabe nada de Milda después de la noche que pasan juntos, todavía espera reunirse con él pronto, por lo que rompe con Tonda, quien irrumpe en el dormitorio exigiendo que le devuelva su anillo. Después de escuchar un discurso de la directora de la casa sobre las virtudes de la fidelidad y el compromiso, prepara su maleta y llega a la puerta de Milda en la gran ciudad, lista para reanudar su romance. Milda no está en casa y se encuentra con los padres de él, quienes nunca han oído hablar de Andula y no saben qué hacer con ella. Milda llega tarde a casa y, después de una noche de tensión e incertidumbre, se decide alojarla por la noche en el sofá, lo que obliga a Milda a subirse a la cama con sus padres para evitar cualquier apariencia de incorrección. Andula, arrodillada fuera de la puerta de su dormitorio, escucha a la familia pelearse. Cuando le queda claro que no se la valora en lo más mínimo, Andula comienza a llorar y, a la mañana siguiente, regresa a su casa. Ella les cuenta a sus amigos sobre su "maravilloso" viaje a la capital y lo amables que fueron con ella los padres de Milda, especialmente su padre, y luego regresa a trabajar en la fábrica.

## Reparto
- Hana Brejchová como Andula
- Vladimír Pucholt como Milda
- Vladimír Menšík como Vacovský
- Ivan Kheil como Maňas
- Jiří Hrubý como Burda

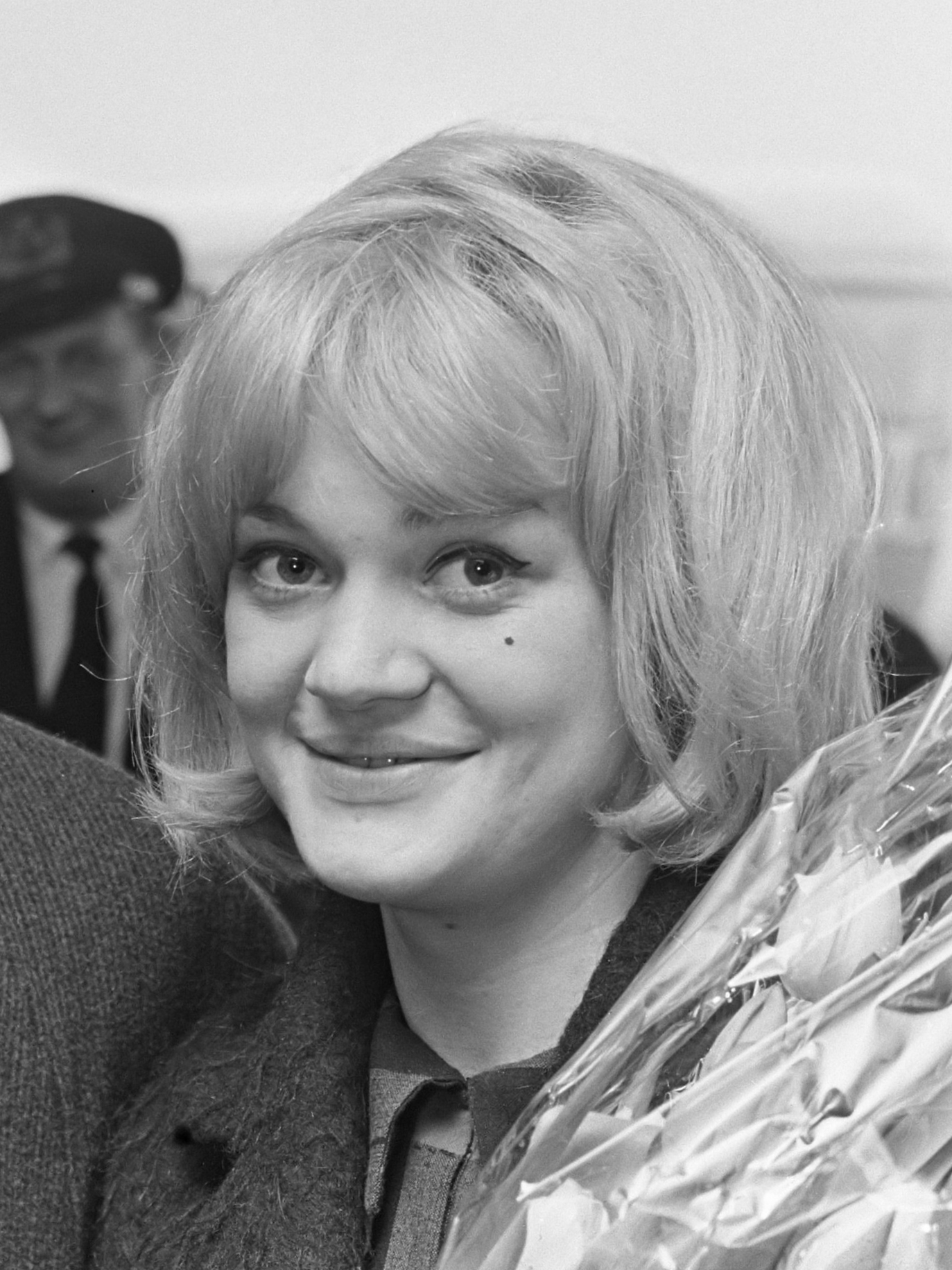
A los 18 años, Los amores de una rubia fue el primer papel cinematográfico de Hana Brejchová y le valió el tercer puesto en la categoría de Mejor Actriz en el Festival de Cine de Venecia.

- Milada Ježková como Madre de Milda
- Josef Šebánek como Padre de Milda
- Josef Kolb como Pokorný
- Marie Salačová como Marie
- Jana Nováková como Jana
- Táňa Zelinková como Girl
- Zdena Lorencová como Zdena
- Jan Vostrčil como El Coronel
- Antonín Blažejovský como Tonda